# 納莫伊河
納莫伊河（Namoi River）是澳大利亚墨累-达令盆地的一条河流，发源于大分水岭，向西流经新南威尔士州，在沃尔格特附近汇入巴旺河。它有27条支流。全长708（440英里），海拔差达578（1,896英尺）。河上有两个水库。